# Polygonum papillosum
Polygonum papillosum är en slideväxtart som beskrevs av P. Hartvig. Polygonum papillosum ingår i släktet trampörter, och familjen slideväxter. Inga underarter finns listade i Catalogue of Life.